# شريف بلقاسم
شريف بلقاسم (30 يوليو 1930، بالمغرب - 22 يونيو 2009 بباريس) كان ضابطًا عسكريًا في جيش التحرير الوطني الجزائري خلال الثورة الجزائرية ضد الاحتلال الفرنسي. كان عضوًا في مجلس الثورة ووزيرًا للمالية في حكم الرئيس الراحل هواري بومدين، وكان يعرف من قبل باسم جمال الاسم الحربي، ينحدر من منطقة ألأوراس شرق الجزائر.

## سيرة
تابع الشريف بلقاسم دراسته الثانوية بالدار البيضاء، حيث تحصل على شهادة البكالوريا، نشط ضمن الاتحاد العام للطلبة المسلمين الجزائريين، ثم أصبح ممثلا للطلبة الجزائريين بالمغرب، التحق بصفوف جيش التحرير الوطني، خلال فترة وقف إطلاق النار، عين قائدًا للفريق العملياتي للغرب، أُنتخب نائبا عن تلمسان، في 20 سبتمبر 1962، وهو أول من سَيّر المجلس التأسيسي ابتداءً من تاريخ 18 سبتمبر 1963،

## الوزير
، من 18 سبتمبر 1963 إلى 2 ديسمبر 1964،  وزيرا للتوجيه الوطني في حكومة أحمد بن بلة ثم عُين وزيرًا التربية الوطنية  في حكومة بن بلة الثالثة  إلى غاية 19 يونيو 1965، وبعدها كُلّف في ظل الحكومة المؤقتة تحت رئاسة بعد انقلاب 19 يونيو 1965 على الرئيس أحمد بن بلة بوزاة التربية الوطنية والإعلام (الأنباء). وذلك من 20 يونيو 1965 إلى غاية 10 يوليو 1965.
7 مارس 1968 عُين وزيرًا للدولة لشؤون المالية والتخطيط حتى 1969، وقد وضع أول مخطط رباعي في الفترة 1970– 1973 تحت مسؤوليته، الذي أطلق في المرحلة الصناعية بالجزائر. وكان وزير الدولة المكلف بجبهة التحرير الوطني (الدولة الحزبية) للفترة 1970 - 1977.

## الانعزال
بتاريخ 16 يوليو 1975، أُلغيت وزارته، وبعد مغادرته الوزارة ترأس المجلس الوطني الاقتصادي الاجتماعي ”الكناس”، ثم ليغادر الجزائر ويستقر بأوروبا، أين تخلى عن كل النشاطات السياسية.
خرج مرة واحدة فقط من التقاعد، وكان ذلك في فبراير 1994، عندما وضع قادة الجيش أنظارهم على بوتفليقة وطلبوا منه تبديد تردد رفيقه السابق في السلاح، فكانت محاولته دون نتيجة. في عام 1999 انتخب بوتفليقة رئيسا لكنه لن يجد حظوة في عينيه أبدا. قال جمال لتبرير إهاناته: «أنا أفضل من يعرفه». جسد شريف بلقاسم فكرة معينة عن الجزائر بأنها لم تستخدم مواردها الهائلة بقوله: «تخيلوا رجلاً يجب أن يحفر نفقًا، ولديه مجارف ومعاول وحتى آلة ثقب الصخور. لكن الغريب أنه يكافح مع ملعقة صغيرة. وعندما تُلفت انتباهه إلى عدم فعالية الأداة ، يأخذ ... ملعقة كبيرة! »

## الوفاة
توفي في المستشفى الأميركي في باريس في 22 يونيو 2009 في سن 78 بعد صراع طويل مع المرض. كان قريب من عبد العزيز بوتفليقة خلال ثورة التحرير الجزائرية.

## المصدر
رئاسة الوزراء الجزائرية